# Касим Саид
Касим Саид Санджур Хардан (араб. قاسم بن سعيد سنجور الحردان‎; родился 1 января 1990 года в Салале, Оман) — оманский футболист, нападающий, выступающий за оманский клуб «Дофар». Также выступал за сборную Омана по футболу.

## Клубная карьера
Касим Саид начинал свою профессиональную карьеру футболиста в оманском клубе «Аль-Наср» из родного города Салала в 2007 году. За эту команду он играл до 2015 года, проведя за неё более 200 матчей в чемпионате Омана по футболу и забив 29 мячей в этом турнире. В этом году перешёл в «Дофар».

### Клубная статистика
| Клуб             | Сезон            | Дивизион           | Чемпионат | Чемпионат | Кубок | Кубок | Азия | Азия | Другие | Другие | Все голы | Все голы |
| Клуб             | Сезон            | Дивизион           | Игры      | Голы      | Игры  | Голы  | Игры | Голы | Игры   | Голы   | Игры     | Голы     |
| ---------------- | ---------------- | ------------------ | --------- | --------- | ----- | ----- | ---- | ---- | ------ | ------ | -------- | -------- |
| Аль-Наср Салала  | 2007/08          | Оманская проф.лига | -         | 1         | -     | 0     | 0    | 0    | -      | 0      | -        | 1        |
| Аль-Наср Салала  | 2008/09          | Оманская проф.лига | -         | 7         | -     | 0     | 0    | 0    | -      | 0      | -        | 7        |
| Аль-Наср Салала  | 2009/10          | Оманская проф.лига | -         | 4         | -     | 1     | 0    | 0    | -      | 0      | -        | 5        |
| Аль-Наср Салала  | 2010/11          | Оманская проф.лига | -         | 1         | -     | 0     | 0    | 0    | -      | 0      | -        | 1        |
| Аль-Наср Салала  | 2012/13          | Оманская проф.лига | -         | 10        | -     | 1     | 0    | 0    | -      | 0      | -        | 11       |
| Аль-Наср Салала  | 2013/14          | Оманская проф.лига | -         | 6         | -     | 0     | 0    | 0    | -      | 0      | -        | 6        |
| Аль-Наср Салала  | Всего            | Всего              | -         | 29        | -     | 2     | 0    | 0    | -      | 0      | -        | 31       |
| Всего за карьеру | Всего за карьеру | Всего за карьеру   | -         | 29        | -     | 2     | 0    | 0    | -      | 0      | -        | 31       |

## Международная карьера
Касим Саид выступает за сборную Омана по футболу с 2009 года и провёл за неё, по состоянию на начало 2015 года, более 60 матчей. Он был включён в состав сборной для участия на Кубке Азии по футболу 2015 года.

### Голы за сборную Омана
|   | Дата             | Место                                     | Соперник  | Счёт | Итог | Соревнование                                   |
| - | ---------------- | ----------------------------------------- | --------- | ---- | ---- | ---------------------------------------------- |
| 1 | 28 марта 2009    | Сиб, Эс-Сиб, Оман                         | Сенегал   | 2–0  | 2–0  | Товарищеский матч                              |
| 2 | 15 июля 2011     | Сиб, Эс-Сиб, Оман                         | Сирия     | 1–0  | 1–1  | Товарищеский матч                              |
| 3 | 28 сентября 2012 | Султан Кабус Спорт Комплекс, Маскат, Оман | Йемен     | 1–0  | 2–1  | Товарищеский матч                              |
| 2 | 11 декабря 2012  | Стадион дружбы и мира, Эль-Кувейт, Кувейт | Кувейт    | 1–0  | 2–0  | Чемпионат Федерации футбола Западной Азии 2012 |
| 3 | 11 декабря 2012  | Стадион дружбы и мира, Эль-Кувейт, Кувейт | Кувейт    | 2–0  | 2–0  | Чемпионат Федерации футбола Западной Азии 2012 |
| 4 | 14 декабря 2012  | Али Сабах аль-Салем, Эль-Кувейт, Кувейт   | Палестина | 2–0  | 2–1  | Чемпионат Федерации футбола Западной Азии 2012 |
| 5 | 20 декабря 2012  | Али Сабах аль-Салем, Эль-Кувейт, Кувейт   | Бахрейн   | 1–0  | 1–0  | Чемпионат Федерации футбола Западной Азии 2012 |
| 6 | 14 августа 2013  | Джалан Бесар, Сингапур                    | Сингапур  | 1–0  | 2–0  | Квалификация Кубка Азии 2015                   |
| 7 | 5 марта 2014     | Султан Кабус Спорт Комплекс, Маскат, Оман | Сингапур  | 2–0  | 3–1  | Квалификация Кубка Азии 2015                   |